# Wolfshuis

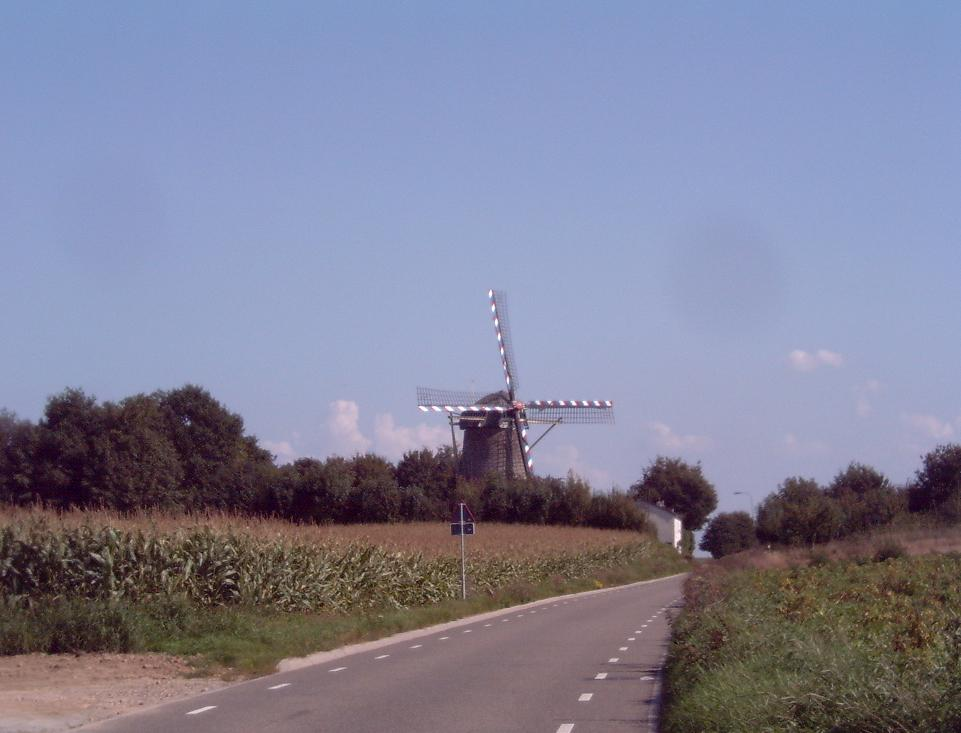
Van Tienhovenmolen in Wolfshuis

 Wolfshuis (Limburgs: ’t Wolfses) is een buurtschap op het Plateau van Margraten ten oosten van de buurtschap Gasthuis en het dorp Bemelen in de gemeente Eijsden-Margraten in de Nederlandse provincie Limburg. Tot 31 december 2010 maakte de buurtschap deel uit van de gemeente Margraten. De buurtschap ligt aan de oude weg Maastricht-Aken en de Reutjesstraat.
Bij Wolfshuis staat de Van Tienhovenmolen, de enige molen in Nederland die geheel van mergel is gebouwd.

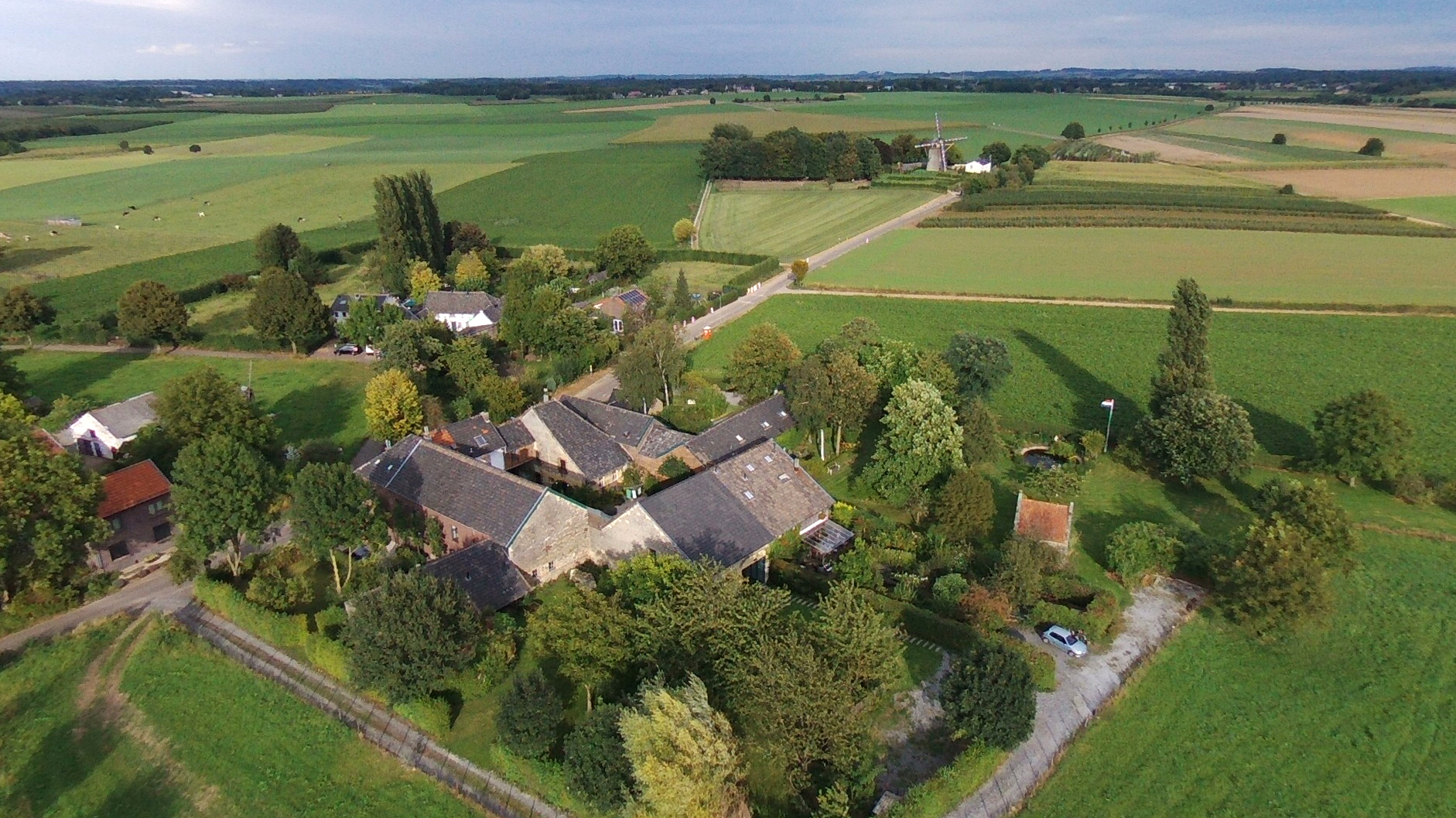
Zicht op Wolfshuis vanuit het zuidwesten. Op de voorgrond hoeve 'Wolfshuis' daterend uit 1817. Drone opname uit 2015.

Dorpen: Banholt · Bemelen · Cadier en Keer · Eckelrade · Eijsden · Gronsveld · Margraten · Mariadorp · Mesch · Mheer · Noorbeek · Oost-Maarland · Rijckholt · Scheulder · Sint Geertruid

Gehuchten & Buurtschappen: Berg · Bergenhuizen · Breust · Bruisterbosch · Gasthuis · Groot Welsden · Herkenrade · Honthem · Hoogcruts · Hoog-Caestert · Klein Welsden · Laag-Caestert · Libeek · Moerslag · 't Rooth · Schey · Schilberg · Sint Antoniusbank · Terhorst · Terlinden · Termaar · Ulvend · Vroelen · Wesch · Withuis · Wolfshuis

Limburg: Steden en dorpen      Nederland: Provincies · Gemeenten